# The Rolling Stones Far East Tour 1965
The Rolling Stones Far East Tour 1965 fue una gira de conciertos musicales que la banda realizó entre las fechas del 22 de enero de 1965 y el 16 de febrero del año 1965, en la ciudad de Sídney, en Australia.
En total fueron 36 conciertos los que se hicieron.

## Miembros de la banda
- Mick Jagger voz, armónica
- Keith Richards voz, guitarra
- Brian Jones guitarra
- Bill Wyman bajo
- Charlie Watts percusión

## Fechas de la gira
- 22/01/1965  Manufacturer's Auditorium, Agricultural Hall, Sídney
- 23/01/1965  Manufacturers Auditorium, Agricultural Hall, Sídney
- 25/01/1965  City Hall, Brisbane
- 26/01/1965  City Hall, Brisbane
- 27/01/1965  Manufacturers Auditorium, Agricultural Hall, Sídney
- 28/01/1965  Palais Theatre, St. Kilda
- 29/01/1965  Palais Theatre, St. Kilda
- 01/02/1965  Theatre Royal, Christchurch
- 02/02/1965  Civic Theatre, Invercargill
- 03/02/1965  Town Hall, Dunedin
- 06/02/1965  Town Hall, Auckland
- 08/02/1965  Town Hall, Wellington
- 10/02/1965  Palais Theatre, St. Kilda
- 11/02/1965  Centennial Hall, Adelaida
- 13/02/1965  Capitol Theatre, Perth
- 16/02/1965  Badminton Hall, Geylang